# 鄢将师
鄢将师（？—前515年），春秋时期楚国人，楚平王时为楚国右领。

## 生平
鄢将师与郤宛有隙，对他极为痛恨，想谋害郤宛。遂与楚平王的亲信费无极勾结。
前515年，费无极离间郤宛与令尹囊瓦。鄢将师借此陷害郤宛，囊瓦怒而下令攻打郤氏，并放火烧了郤宛家。郤宛听到消息而自杀。国人不肯放火，鄢将师下令：“不烧郤家，和他同罪。”国内的人们纷纷把都引火物拿走或扔掉，因此没有烧着。囊瓦派人烧了郤家，杀了郤宛的族人和亲属、大夫阳令终和他的弟弟阳完与阳佗、大夫晋陈和他的子弟。晋陈族人在国都里大喊：“鄢氏、费氏以君王自居，专权祸乱楚国，削弱孤立王室，蒙蔽君王与令尹来为自己牟利。令尹对他们深信不疑，国家将要怎么办？”囊瓦听后很担心。
后沈尹戌当面进谏囊瓦。同年九月，囊瓦下令杀死费无极和鄢将师，并灭了费氏与鄢氏二族，以取悦国人。